# لبنان في الألعاب الأولمبية الصيفية 1984
شارك لبنان في الألعاب الأولمبية الصيفية 1984 التي أقيمت في لوس أنجلوس، الولايات المتحدة. مثّل لبنان 22 رياضياً, 21 رجلاً وامرأة واحدة، نافسوا في 20 منافسة في 9 رياضات.

## ألعاب القوى
القفز الطويل - رجال
- غابي عيسى خوري

- التأهيل — 6.80متر (→ لم يتقدّم، المركز 27)

## ركوب الدراجات
مثّل لبنان درّاج واحد.
Individual road race
- سيروب أرسلانيان — لم يكمل السابق (→ لا يوجد ترتيب)

## المبارزة
مثّل لبنان أربع مبارزين وكلهم من الرجال.
المبارزة بالسيف - فردي
- هنري داريكاو
- داني حداد
- إيف دانيال داريكاو

المبارزة بالسيف - فرق رجال
- هنري داريكاو، إيف دانيال داريكاو، داني حداد، ميشيل يوسف

## السباحة
100 متر حرة رجال
- بيرسي صايغ

- جولة التصفية — 1:01.88 (→ لم يتقدّم،  66th place)

- رامي قنطاري

- جولة التصفية — 1:01.96 (→ لم يتقدّم،  67th place)

200 متر حرة رجال
- بيرسي صايغ

- جولة التصفية — 2:20.76 (→ لم يتقدّم،  55th place)

- رامي قنطاري

- جولة التصفية — 2:25.43 (→ لم يتقدّم،  56th place)

100 م ظهر رجال
- إبراهيم البابا

- جولة التصفية — 1:13.76 (→ لم يتقدّم،  44th place)

- رامي قنطاري

- جولة التصفية — لم يتأهل (→ لم يتأهل، لا يوجد ترتيب)

100 م صدر رجال
- أمين الدمياطي

- جولة التصفية — 1:19.10 (→ لم يتقدّم، المركز 0)

200 م صدر رجال
- أمين الدمياطي

- جولة التصفية- لم يتأهل (→ لم يتأهل، لا يوجد ترتيب)

100 متر فراشة رجال
- إبراهيم البابا

- جولة التصفية - 1:04.48 (→ لم يتقدّم، المركز 46)

## روابط خارجية
- Official Olympic Reports

قالب:الدول المشاركة في الألعاب الأولمبية الصيفية 1984